# 帕克曼 (緬因州)
帕克曼（英語：Parkman）是一個位於美國緬因州皮斯卡特奎斯縣的鎮。

## 人口
根據2020年美國人口普查的數據，帕克曼的面積為119.27平方千米，當中陸地面積為117.15平方千米，而水域面積為2.12平方千米。當地共有人口747人，而人口密度為每平方千米6人。